# Eva Maydell
Eva Konstantinova Maydell, nata Paunova (in bulgaro Ева Константинова Майдел, Паунова?; Sofia, 26 gennaio 1986), è una politica bulgara.

## Biografia
Si è laureata in relazioni internazionali e gestione aziendale presso l'università privata americana John Cabot University di Roma, mentre era presidente del sindacato studentesco durante i suoi studi. Ha lavorato nel think tank IDLO, si è poi è unita alla delegazione del partito Cittadini per lo Sviluppo Europeo della Bulgaria al Parlamento europeo. È stata assistente della deputata Iliana Ivanova, poi è diventata la coordinatrice della delegazione di GERB nel Partito Popolare Europeo.
Nelle elezioni del 2014, Eva Paunova è stata eletta eurodeputata della VIII legislatura dalla lista del suo partito. Nel novembre 2017 è diventata la nuova presidente del Movimento europeo al posto di Jo Leinen. Nel 2019 è stata rieletta per IX legislatura del Parlamento europeo.
Nel 2017 si è sposata con l'avvocato austriaco Niklas Maydell.